# Sobralinho
Sobralinho era una freguesia portuguesa del municipio de Vila Franca de Xira, distrito de Lisboa.

## Historia
Creada el 4 de octubre de 1985, pasó a ser villa el 12 de julio de 1997 y fue suprimida el 28 de enero de 2013, en aplicación de una resolución de la Asamblea de la República portuguesa promulgada el 16 de enero de 2013 al unirse con la freguesia de Alverca do Ribatejo, formando la nueva freguesia de Alverca do Ribatejo e Sobralinho.